# Крушвица
Крушвица (пол. Kruszwica) — город в Польше, входит в Куявско-Поморское воеводство, Иновроцлавский повят. Имеет статус городско-сельской гмины. Занимает площадь 6,64 км². Население — 9412 человек (на 2004 год). Основан как город в 1422 году, на месте древнего поселения полян, упоминаемого в хрониках Галла Анонима и Винцентия Кадлубека (XII век).

## Фотографии

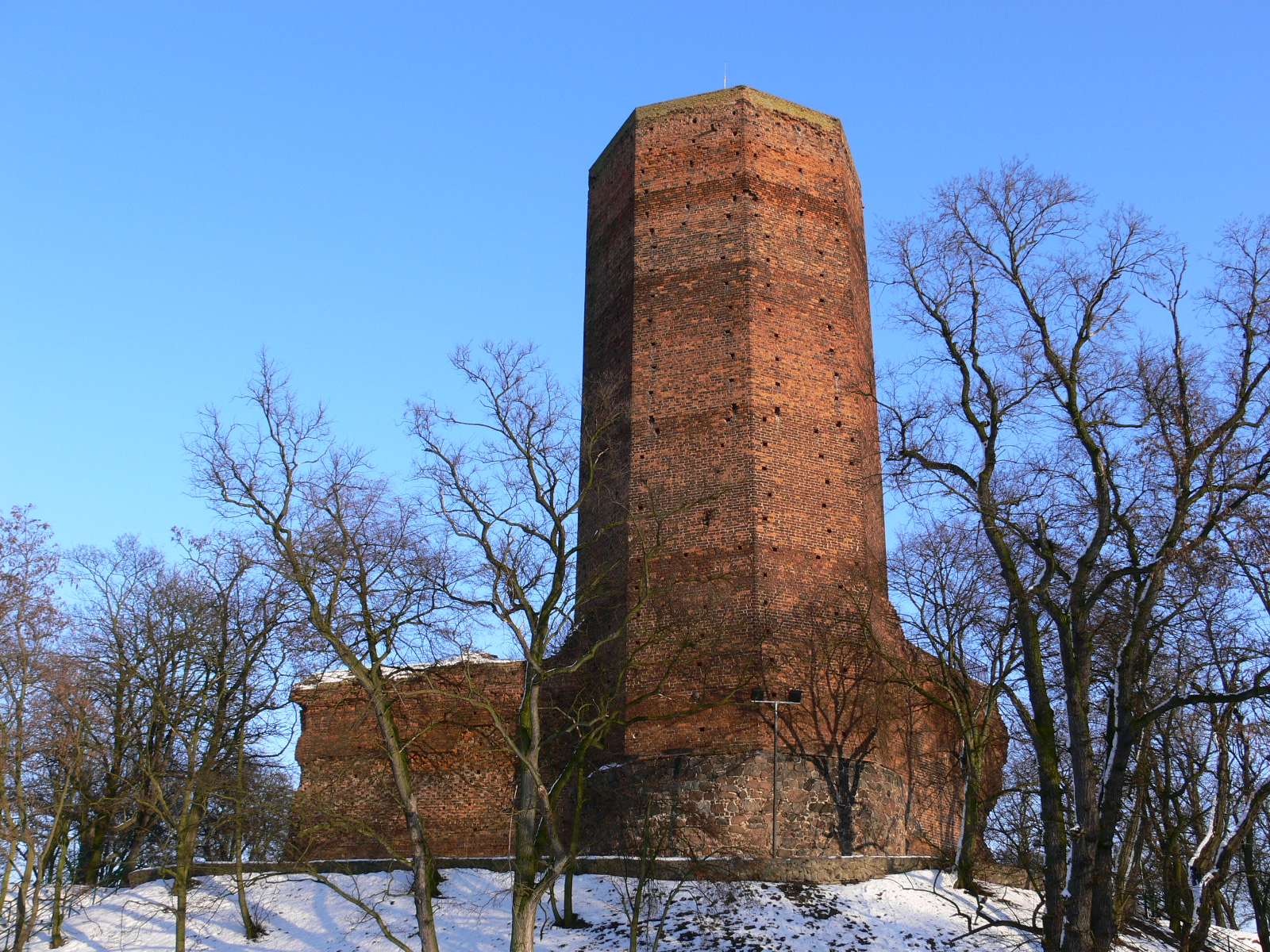
Башня
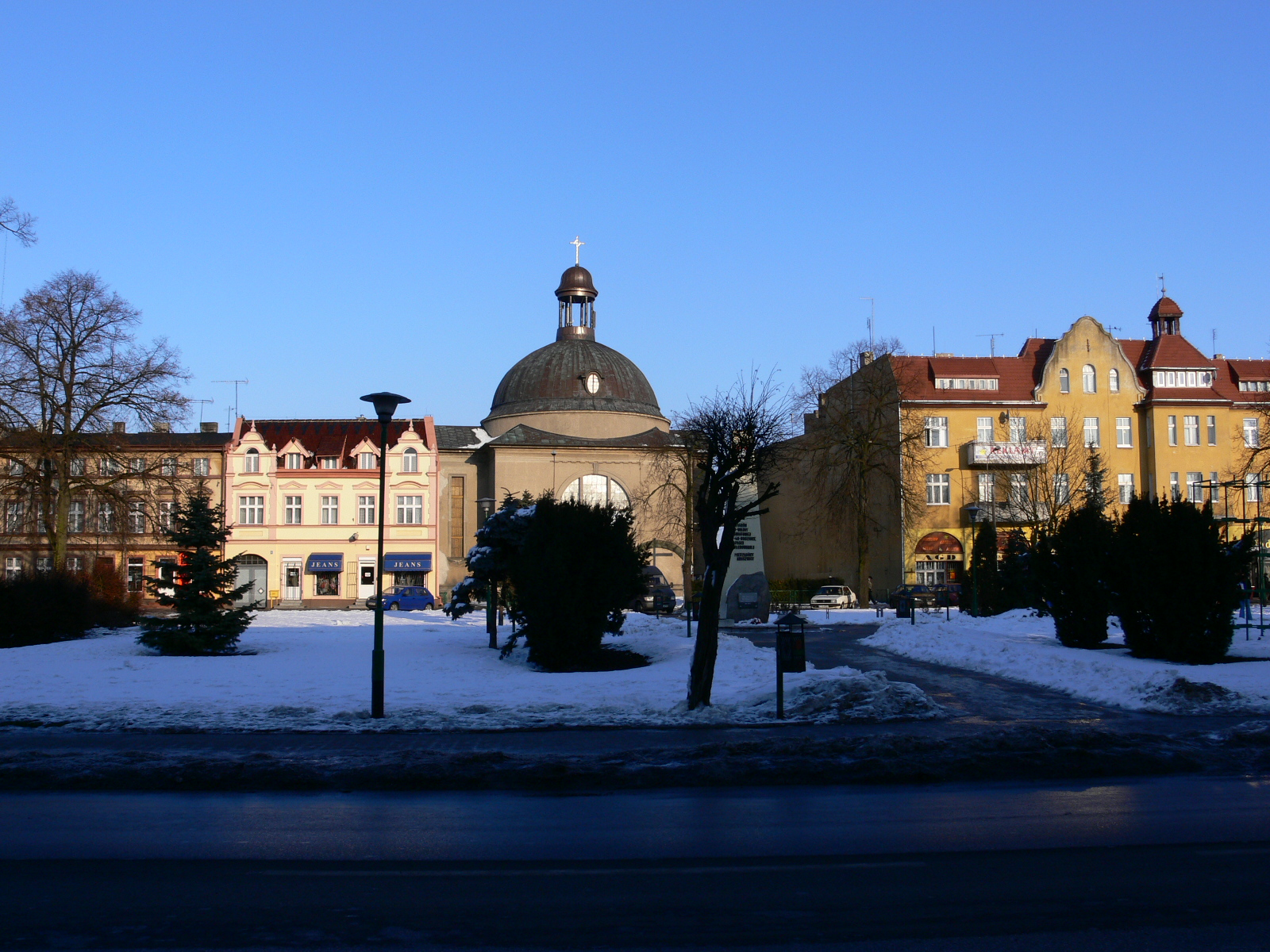
Рынок
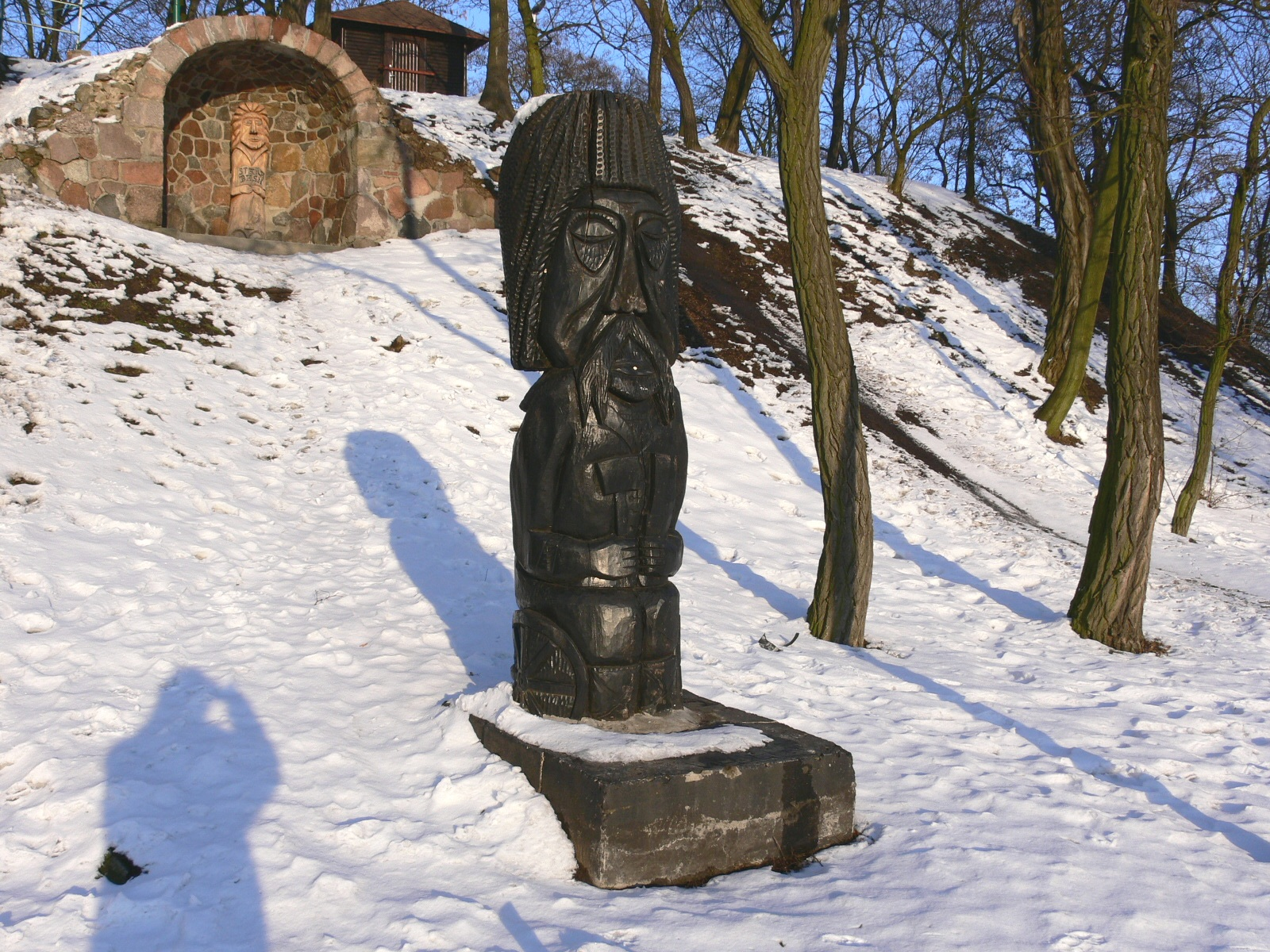
Парк